# Lighvan

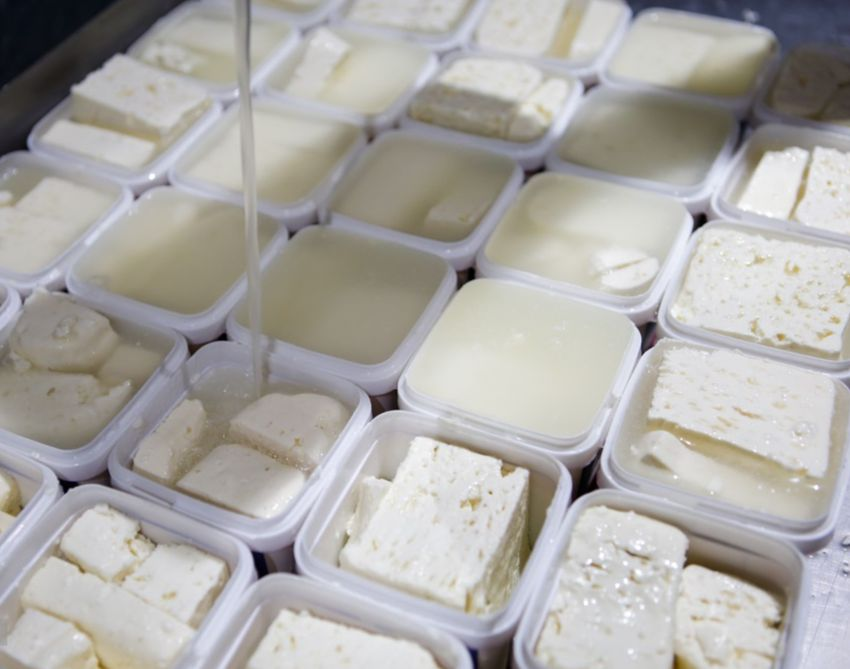
Le lighvan, fromage traditionnel d'Azerbaïdjan oriental, en Iran.

Le lighvan (en persan : پنیر لیقوان, panīr līghwān) est un fromage blanc traditionnel iranien. 

## Fabrication
Caillé de présure naturelle, sans levain, et saumuré, le lighvan est traditionnellement fabriqué à partir de lait cru de brebis dans le village de Liqhvan (en), en Azerbaïdjan oriental, province du nord-ouest de l'Iran. La caillette ou mayeh est séchée de 10 à 15 jours au soleil, puis coupée en morceaux. Le caillé est ensuite ensaché dans des toiles que l'on suspend pour l'égouttage puis il est conservé jusqu'à 4 jours dans la maison. Il est enfin coupé en morceaux « conservé pendant 4 à 12 mois dans de l'eau salée » (on diminue progressivement la salinité en ajoutant de l'eau),.
Les Iraniens le consomment principalement au petit déjeuner. C'est l'un des fromages les plus populaires d'Iran. Les fromages originaires de Faridan et Shar-Mahal sont les plus réputés.

## Parenté
Il existe de par le monde de nombreux autres fromages comparables au lighvan, parmi lesquels le sirene et la feta sont les plus connus.